# سیدنی ایرپورت هلدینگ
سیدنی ایرپورت هلدینگ (انگلیسی: Sydney Airport Holdings) شرکت هوانوردی استرالیایی است، که در سال ۲۰۰۲ تأسیس شد.